# Замерн
Замерн (нем. Samern) — община в Германии, в земле Нижняя Саксония.
Входит в состав района Графство Бентхайм. Подчиняется управлению Шютторф. Население составляет 726 человек (на 31 декабря 2010 года). Занимает площадь 25,99 км².
| Год  | Население |
| ---- | --------- |
| 1990 | 681       |
| 1995 | 691       |
| 2000 | 666       |
| 2005 | 707       |
| 2010 | 716       |